# ایوب قرا
ایوب قرا (عربی: أيوب قرا؛ زادهٔ ۱۲ مارس ۱۹۵۵) سیاستمدار و وزیر ارتباطات اسرائیل است.